# Ґеворґ Давтян
Ґеворґ Давтян  (вірм. Գեւորգ Դավթյան, 4 січня 1983) — вірменський важкоатлет, олімпійський медаліст. Заслужений майстер спорту Вірменії.

## Виступи на Олімпіадах
| Олімпіада  | Дисципліна        | Місце |
| ---------- | ----------------- | ----- |
| Пекін 2008 | середня категорія | 3     |